# Nigeria ai Giochi della XIX Olimpiade
La Nigeria partecipò ai Giochi della XIX Olimpiade che si sono svolti a Città del Messico dal 12 al 27 ottobre 1968, con una delegazione di 36 atleti impegnati in tre discipline: atletica leggera, calcio e pugilato. Fu la quinta partecipazione di questo paese ai Giochi. Non fu conquistata nessuna medaglia.